# Michail Konstantinowitsch Woronin
Michail Konstantinowitsch Woronin (russisch Михаил Константинович Воронин; * 22. März 1981) ist ein ehemaliger russischer Bogenbiathlet.

## Leben
Michail Woronin wurde beim Massenstartrennen des Top-15-Turniers 2001 in Pokljuka Fünfter. Das folgende Jahr stand ganz im Zeichen des alles überragenden Woronin. Der Russe gewann die Wertung im Gesamtweltcup vor Hugo Loewert und Andrej Zupan und gewann bei den Weltmeisterschaften in Pokljuka in vier der fünf Rennen Medaillen. Im Einzel verpasste er noch eine Medaille, im Sprint und dem Verfolgungsrennen wurde er hinter dem Rekordweltmeister Andrei Markow Vize-Weltmeister. Im Sprintrennen ließ er Alberto Peracino, im Verfolger mit Daniele Conte einen weiteren Italiener hinter sich. Das Massenstartrennen konnte er für sich entscheiden und Markow sowie Igor Samoilow hinter sich lassen. Mit diesen beiden sowie Iwan Maslennikow gewann er mit der russischen Staffel als Startläufer zudem seinen zweiten Titel. Auch das Massenstartrennen beim Top-15-Turnier in Ruhpolding gewann er 2002 vor Markow und Samoilow.